# Culto a los antepasados
El culto a los antepasados, culto doméstico, culto a los ancestros o culto a los muertos, es una práctica piadosa común a varias religiones basada en la creencia que los miembros de la familia que han muerto (antepasados) tienen una nueva existencia, se interesan por los asuntos del mundo y poseen la habilidad de influir en la suerte de los vivos.
Todas las culturas le dan un significado ritual a la muerte de los seres queridos. La meta del culto es asegurar el bienestar en la nueva existencia de los ancestros y su buena disposición hacia los vivos y, a veces, pedir algún tipo de favor o ayuda. La función social del culto a los ancestros es cultivar valores familiares, como la piedad filial, lealtad a la familia y continuidad del linaje.
Se trata de una práctica universal a todas las culturas de maneras más o menos explícitas, el culto a los ancestros se encuentra en sociedades con cualquier grado de complejidad social, política y tecnológica, y permanece como un notable componente de varias prácticas religiosas en los tiempos modernos. Es especialmente central en varias religiones africanas, desde el animismo hasta los ritos Bwiti y en el confucianismo, donde recibe el nombre de piedad filial.

## Sobre el culto  los antepasados
Para la mayoría de las culturas, el culto a los antepasados (a los muertos) difiere del culto a los dioses.
Cuando una persona adora a un dios en un templo local, es para pedir algún favor que puede ser garantizado por el poderoso espíritu. Hablando a grandes rasgos, sin embargo, el propósito del culto a los ancestros no es para pedir favores, sino para realizar el deber filial de uno.
Algunas personas creen que sus antepasados necesitan ser provistos por sus descendientes. Otros no creen que los ancestros estén preocupados por lo que sus descendientes hacen por ellos, sino que la expresión de piedad filial es lo importante. No importaría si el ancestro recibe o no lo que se le ofrece.

## En la India
En la actualidad y desde la época védica, los hindúes realizan ceremonias rituales śraddhá, donde ofrecen oblaciones (pinda) —en forma de pasteles de trigo o arroz— a sus antepasados, llamados en sánscrito pitrís.

## En Japón
El O-bon u O-Bon (お盆?), o simplemente Bon (盆?), es una festividad japonesa de tradición semirreligiosa que honra a los espíritus (fallecidos) de sus antepasados.

## Estados Unidos y Canadá
En los países de origen británico se celebraba una fiesta  de otoño llamada Samhain celta que dio origen al Halloween en Estados Unidos y Canadá.

## En México y Centroamérica
Cuando llegaron a América los españoles en el siglo XVI trajeron sus propias celebraciones del Día de Muertos cristianas y europeas. Al convertir a los nativos del Nuevo Mundo se dio lugar a un sincretismo que mezcló las tradiciones europeas y prehispánicas, haciendo coincidir las festividades católicas del Día de todos los Santos y Todas las Almas con el festival similar mesoamericano, creando el actual Día de Muertos.

## En Sudamérica
El pueblo Mapuche a través del culto a los pillanes, realiza el culto a los ancestros y antepasados. Siendo el pillán un tipo de espíritu poderoso e importante el cual el Mapuche puede aspirar a convertirse al morir; si este tuvo una gran descendencia que lo recuerde y que honre su memoria, y si en vida siguió las tradiciones y leyes del Admapu (Leyes y preceptos que rigen al pueblo Mapuche). Cada antepasado Pillán da guía y vela por el bienestar en cada una de sus familias descendientes respectivamente; siempre y cuando sus descendientes los recuerden y respeten igualmente las leyes del Admapu.